# オフコースのカバー一覧
オフコースのカバー一覧（オフコースのカバーいちらん）は、オフコースの楽曲を、他のアーティストがカバーした作品の一覧。
曲名は50音順、アーティスト名は発売順に列記、セルフカヴァーは除外。

## あ行

### 愛の唄
- アイリーン
  - 「愛の唄」（1977年11月20日） –  7":ETP-10338
- 沢田聖子
  - 『Acoustic Love Ballads』（1997年12月17日） –  CD:CRCP-20165

### I LOVE YOU
- LOGIC SYSTEM
  - 『Venus』[注釈 1]（1981年12月1日） –  LP：ETP-90139
- EVE
  - 『I Love You.』[注釈 2]（1991年8月23日） –  CD:SRCL 2128
- 小林香織
  - 『LUV SAX』（2009年12月16日） –  CD:VICJ-61614
- DG-10（今井麻美、長谷川明子、又吉愛）
  - 『LOVE SYNTHESIZER!』（2009年9月18日） –  CD：VGCD-0172
- 辛島美登里
  - 『Love Letter』（2012年9月19日） –  CD:TECG-30066
- 土岐麻子
  - 『CASSETTEFUL DAYS 〜Japanese Pops Covers〜』（2012年10月10日）  –  CD:RZCD-59190
- n/
  - 『Best Practice 1 -Cover Songs Selection-』（2020年10月1日）  –  配信

### 愛を止めないで
- 西城秀樹
  - 『HIDEKI SONG BOOK』（1981年3月5日） –  LP:RHL-8015
- EVE
  - 『I Love You.』[注釈 2]（1991年8月23日） –  CD:SRCL 2128
- aki
  - 「愛を止めないで」（2004年11月3日） –  CD:SRCL-6214
- mur mur
  - 『音と色の記憶』（2006年9月6日） –  CD:TKCA-73103
- pino schizzo
  - 『pino schizzo's Vintage Style』（2008年1月23日） –  CD:FRD-1
- 辛島美登里
  - 『Love Letter』（2012年9月19日） –  CD:TECG-30066
- 槇原敬之
  - 『Listen To The Music The Live 〜うたのお☆も☆て☆な☆し 2014』（2014年9月24日） –  2DVD:BUP-10007/8

### 秋の気配
- EVE
  - 『I Love You.』[注釈 2]（1991年8月23日） –  CD:SRCL 2128
- Scudelia Electro
  - 『ULTRA SONIC』（1997年8月27日） –  CD:PSCR-5635
- 槇原敬之
  - 『Listen To The Music』（1998年10月28日） –  CD:SRCL-4387
- 辛島美登里
  - 『Eternal-One』（2001年2月21日） –  CD:TOCT-24541
- 鈴木真仁
  - 『いちご白書をもう一度』（2001年10月21日） –  CD:COR-14908
- 諫山実生
  - 『ハナコトバ〜花心詩〜』（2003年9月10日） –  CD:TOCT-25157
- 妹尾武
  - 『Seasons.』（2003年11月5日） –  CD:PSCR-6127
- 渡辺美里
  - 『うたの木 seasons “秋”』（2005年8月24日） –  CD:ESCL-2702
- GOOD LOVIN'
  - 『ever groove』（2006年7月12日） –  CD:CSCA-015
- 日野良一
  - 『コモレビボッサ』（2008年6月25日） –  CD:GMDA-5001
- 羽岡佳
  - 『HEARTFUL ORGEL 〜秋音〜』（2008年9月26日） –  CD:NECA-20063
- 稲垣潤一
  - 『男と女 -TWO HEARTS TWO VOICES-』（2008年11月19日） –  CD:UICZ-4187
- 日野美歌
  - 『横浜フォール・イン・ラブ』（2008年12月10日） –  CD:FBCX-1034
- 井上昌己
  - 『the covers of my color』（2009年7月22日） –  CD:BNSHS-4【初回限定盤】 ⁄ CD:BNSH-4【通常盤】
- CHIHOMI
  - 『On/Off Sea Breeze』（2009年7月22日） –  CD:TECG-24024
- 宝塚歌劇団
  - 『日本のうた Vol.3』（2014年2月19日） –  CD:TCAC-498
- 住岡梨奈
  - 『colors』（2017年8月23日）  –  CD:TKCA-74551
- n/
  - 『Best Practice 1 -Cover Songs Selection-』（2020年10月1日）  –  配信
- 青田典子
  - 『Noriko's selection -Passing love-』（2024年7月19日） –  CD:QAGT-1002

### 雨の降る日に
- 畠山美由紀
  - 『rain falls』（2013年6月5日） –  CD:RBCP-2683

### YES-YES-YES
- 中西圭三
  - 「bug」（2000年2月16日） –  CD:PIDL-1289
- 河村隆一
  - 『evergreen 〜あなたの忘れ物〜』（2006年5月24日） –  CD:COCP-33643
- 平川地一丁目
  - 『歌い手を代えて』（2006年9月20日） –  CD:DFCL-1291
- あぁ!
  - 『チャンプル①〜ハッピーマリッジソングカバー集〜』（2009年7月15日） –  CD:EPCE-5645
- yanokami
  - 『遠くは近い』（2011年12月14日） –  CD:YCCW-10163
- 矢野顕子
  - 『飛ばしていくよ』（2014年3月26日） –  CD:VICL-64141、（2014年8月15日） –  LP:JSLP038

### Yes-No
- REVOLUTION BAND
  - 『DEMO TAPE-1』（1986年5月21日） –  LP:MIL-2002
- EVE
  - 『I Love You.』[注釈 2]（1991年8月23日） –  CD:SRCL 2128
- 椎名純平
  - 『discover』（2002年5月27日） –  CD:AICL-1374
- SMOOTH ACE
  - 『OTHER PEOPLE'S SONGS』（2004年4月14日） –  CD:TOCT-25346
- 柏原芳恵
  - 『encore』（2007年1月11日） –  CD:FBCX-1022
- Chara
  - 「FANTASY」（2007年1月17日） –  CD:UMCK-5160
- チキンガーリックステーキ
  - 『FACE』（2007年6月20日） –  CD:FRCA-1180
- 稲垣潤一
  - 『男と女2』[注釈 3]（2009年10月28日） –  2CD:UICZ-4215/6【初回限定盤】 ⁄ CD:UICZ-4214【通常盤】
- 荻野目洋子
  - 『Songs & Voice』（2009年11月25日） –  CD:VICL-63508
- Aki詩音
  - 『波音ラヴァーズ〜Seasoning of Songs〜』（2010年7月28日） –  iTunes Store配信限定
- 辛島美登里
  - 『Love Letter』（2012年9月19日） –  CD:TECG-30066
- Tak Matsumoto
  - 『THE HIT PARADE II』[注釈 4]（2024年8月28日） –  CD+Blu-ray+オリジナルポスター:BMCS-8014【数量限定生産盤】 ⁄ CD+Blu-ray:BMCS-8015【初回限定盤】 ⁄ CD:BMCS-8016【通常盤】

### いつもいつも
- 平原綾香
  - 『ドキッ!』（2012年2月29日） –  CD:MUCD-1260

### 歌を捧げて
- Hi-Fi-Set
  - 『閃光』（1979年7月5日） –  LP:ETP-80082

### 生まれ来る子供たちのために
- 佐藤竹善
  - 「生まれ来る子供たちのために」（2002年11月20日） –  CD:UPCH-5136
- Bank Band
  - 「to U」（2006年7月19日） –  CD:TFCC-89180
- AIDS チャリティProject[注釈 5]
  - 「RED RIBBON Spiritual Song〜生まれ来る子供たちのために〜」（2007年11月28日） –  CD:WPCL-10447
- チェン・ミン
  - 『affection』（2010年7月7日） –  CD:PCCR-00494
- 辛島美登里
  - 『Love Letter』（2012年9月19日） –  CD:TECG-30066
- 篠原美也子 · 榊いずみ · 加藤いづみ
  - 「MAMA DON'T CRY」 （2013年5月4日）  –  CD:SMDR-1305

## か行
- 黄鶯鶯

### 君が、嘘を、ついた
- 陳美玲
  - 『愛的漩渦』[注釈 6]（1986年12月） –  LP:FH-10002
- EVE
  - 『I Love You.』[注釈 7]（1991年8月23日） –  CD:SRCL 2128
- CHiYO
  - 『名曲集』（2006年8月23日） –  CD:TRAK-0042

### 君住む街へ
- ノーマン・チュン（香港の歌手）（中国語: 張立基）
  - 『今夜你是否一人?!』[注釈 8]（1989年3月） –  LP:FH-10107
- サミュエル・タイ（中国語: 邰正宵）
  - 『痴心的我』[注釈 9]（1990年8月） –  CD:UFO-90150
- デイビッド・ロイ
  - 『不捨得你』[注釈 10]（1990年12月） –  CD:9031-73255-2
- 佐藤竹善
  - 『THE HITS 〜CORNERSTONES 3〜』[注釈 11]（2004年10月27日） –  CD:UPCH-1388
- POSITION
  - 『POSITION』（2006年4月19日） –  CD:CRCP-40146
- 中村あゆみ
  - 『VOICE II』（2009年6月24日） –  CD+DVD:MHCL-1538/9【初回限定盤】 ⁄ CD:MHCL-1540【通常盤】
- 辛島美登里
  - 『Love Letter』（2012年9月19日） –  CD:TECG-30066

## さ行

### さよなら
- 黄鶯鶯
  - 『黄露儀金曲』[1] （1980年）  –  LP:EMGS 5048
- KBC BAND
  - 『KBC BAND』（1986年11月21日） –  LP:28RS-266
- EVE
  - 『I Love You.』（1991年8月23日） –  CD:SRCL 2128 [注釈 12]
- LISA
  - 「Only if 〜Diamonds in the Snow e.p.」（2004年12月8日） –  CD:RZCD-45149
- 宮川愛
  - 『Love Songs』（2007年5月23日） –  CD:LTCA-00058
- ジェイク島袋
  - 『一期一会 LIVE 07』（2008年2月20日） –  DVD:EIBP-104
- 森山良子
  - 『春夏秋冬』（2008年3月5日） –  CD:MUCD-1177
- 杏里
  - 『tears of anri 2』（2008年7月16日） –  CD:UPCH-1613
- 布施明
  - 『Ballade』（2008年9月10日） –  CD:UMCK-1266
- anry
  - 『On/Off 3rd season』（2008年12月3日） –  CD:TECG-26019
- 坂本冬美
  - 『Love Songs II 〜ずっとあなたが好きでした〜』（2010年12月8日） –  CD:TOCT-27020
- Water
  - 『Water Covers』（2011年12月14日） –  CD:SNR-11111
- 辛島美登里
  - 『Love Letter』（2012年9月19日） –  CD:TECG-30066

### 倖せなんて
- 古手川祐子
  - 『bonte』（1991年6月5日） –  CD:PCCA-00275
- 辛島美登里
  - 『Love Letter』（2012年9月19日） –  CD:TECG-30066

### 水曜日の午後
- Stardust Revue
  - 『ALWAYS』（2008年11月19日） –  CD:TECI-1237

### 青春
- 佐藤竹善
  - 『radio JAOR 〜Cornerstones 8〜』（2022年10月5日） –  CD:POCE-12187 / LP:POJE-9012【限定盤】

## た行

### 地球は狭くなりました
- esq
  - 『Episode Vol.2』（2001年1月20日） –  CD:ESQCD-003

### 時に愛は
- Tak Matsumoto
  - 『THE HIT PARADE』[注釈 13]（2003年11月26日） –  CD:BMCV-8009
- 宮崎隆睦
  - 『Nostalgia』（2006年1月18日） –  CD:PCCY-30078

## な行

### 夏の終り
- 矢野顕子
  - 『峠のわが家』（1986年2月21日） –  CD:35MD-1011
- 香坂みゆき
  - 『contos3』（1991年8月21日） –  CD:FLCW-30110
- Something ELse
  - 『夏唄』（2004年8月25日） –  CD:TOCT-25438

### 眠れぬ夜
- 西城秀樹
  - 「眠れぬ夜」（1980年12月16日） –  7":RHS-15
- 周慧敏
  - 「眠れぬ夜」（1995年6月25日） –  SCD:PODH-1260
- 山本潤子
  - 『Slow Down』（1995年9月1日） –  CD:SRCL-3303
- the Indigo
  - 『ワンスモア』（2006年6月7日） –  CD:GNCZ-1004
- J-Min
  - 『The Singer』（2008年11月19日） –  CD:AVCD-23680
- さだまさし[2]
  - 『アオハル49.69』（2021年10月27日） –  CD：VICL-65574

## は行

### 僕の贈りもの
- 神崎ゆう子
  - 『Cresc.』（1995年8月2日） –  CD:FHCF-2240

### 僕等の時代
- RAG FAIR
  - 『HANA』（2004年6月30日） –  CD:TFCC-89108

## ま行

### 水いらずの午後
- ALFIE
  - 『青春の記憶』（1975年7月25日） –  LP:SJX-30223
- みやじあつし
  - 「せめて今夜だけは」[注釈 14]（1981年9月1日）  –  7":ETP-17203

### 緑の日々
- テレンス・チョイ（香港の作曲家）（中国語: 蔡國權）
  - 『一生愛您一個』[注釈 15]（1985年） –  LP:824 278-1
- ロマン・タム
  - 『幾許風雨』[注釈 16]（1986年3月） –  LP:CAL-06-1033

### めぐる季節
- Baby Boo
  - 『うぶごえ音泉』（2002年11月13日） –  CD:WPCL-1003

## や行

### やさしさにさようなら
- 大貫妙子
  - 『Voice Colors 〜あなたといたころ〜』（2007年3月21日） –  CD:VICL-62319
- chiiko
  - 『pure voice 〜J–COVER〜』（2008年1月16日） –  CD:YRCN-95009

## わ行

### ワインの匂い
- 松本英子
  - 『君の音』（2003年2月26日） –  CD:BVCS-27020
- 佐藤竹善
  - 『radio JAOR 〜Cornerstones 8〜』（2022年10月5日） –  CD:POCE-12187 / LP:POJE-9012【限定盤】

### 別れの情景(1)
- 大木理紗
  - 『遠い景色』（1996年） –  CD:CACE-2002

### 忘れ雪
- 石黒ケイ
  - 『ものがたり』（1977年）  –  LP:RVL-8027

### 私の願い
- 鈴木雅之
  - 『Dear Tears』（1989年9月21日） –  CD:32・8H-5117
  - 「私の願い」（1989年12月21日） –  SCD:ESDB-3045
- 佐藤竹善
  - 「サヨナラ」（2007年10月17日） –  CD+DVD:UPCH-9341【初回限定盤】 ⁄ CD:UPCH-5493【通常盤】

## アルバム単位でのカバー
- 『21世紀への贈りもの〜オフコース・メロディーズ〜』（1999年11月10日） –  CD:WPCV-10044
愛を止めないで / 岡本真夜
I LOVE YOU / 米倉利紀
秋の気配 / 山口由子
時に愛は / Scudelia Electro
さよなら / 小谷美紗子
YES-YES-YES / 中西圭三
言葉にできない / 辛島美登里
ひとりで生きてゆければ / SALT&SUGAR
夏の終り / 矢野顕子
愛の唄 / 小田和正
- 『ラブ・ストーリー〜小田和正ソングブック』（2003年2月21日） –  CD:VICL-61090
KIRA KIRA（キラキラ） / ミッキー・トーマス
SAYONARA（さよなら） / クリストファー・クロス
YES-NO / ジェイソン・シェフ
WOH WOH / デイヴィッド・ラズリー
LOVE STORY（ラブ・ストーリーは突然に） / ボビー・キンボール
MY HOME TOWN / ビル・チャンプリン
MELODY / ランディ・グッドラム
MERRY X'MAS（君にMERRY X'MAS） / ボビー・コールドウェル
ENDLESS NIGHTS / ランディ・グッドラム
LOVE THROUGH TIME（時に愛は） / ビル・チャンプリン
SUSAN（こころは気紛れ） / ミッキー・トーマス
TIME WILL TELL（秋の気配） / デヴィッド・ラズリー
- 『オフコース・クラシックス』（2019年10月23日） –  CD:UICZ-4462
さよなら / 上白石萌音
Yes-No / 根本要（スターダスト☆レビュー）
君住む街へ / ソン・シギョン
YES-YES-YES / Ms.OOJA
生まれ来る子供たちのために / 佐藤竹善（SING LIKE TALKING）
言葉にできない / 平原綾香
愛を止めないで / さかいゆう
愛の唄 (Instrumental)

## その他
- ライジングチャートバンド
  -     - 「ローリング・オフコース・スペシャル」（1982年） –  7":07SH 1168
    - Side A「ローリング・オフコース・スペシャル」ライジングチャートバンド : テーマ（オリジナル）〜Yes-No〜愛を止めないで〜愛の中へ〜のがすなチャンスを〜愛を止めないで〜心は気まぐれ[注釈 17]〜I LOVE YOU〜秋の気配〜一億の夜を越えて〜言葉にできない〜眠れぬ夜〜さよなら
    - Side B「僕の贈り物」[注釈 17]ライジングチャートシンガーズ
- Mi-Ke
  -     - 『忘れじのフォーク・白い2白いサンゴ礁』（1992年4月8日） –  CD:BVCR-2313【初回BOX仕様盤】 / BMCR-2313【通常盤】
    - “OFF COURSE”メドレー : Yes-No〜眠れぬ夜〜さよなら
- 鈴木康博 & 細坪基佳
  - 『四月になれば僕らは』（2000年3月20日） –  CD:ENCM-2001

ロンド
さよなら
群衆の中で
でももう花はいらない
- α波オルゴール
  - 『言葉にできない〜小田和正コレクション』（2005年9月29日） –  CD:OPJ-544

さよなら
愛を止めないで
Yes-No
僕の贈りもの
緑の日々
生まれ来る子供たちのために
言葉にできない
- 前田憲男&ヒズ・オーケストラ
  - 『Swinging J-Pop』（2014年12月17日） –  CD:TECD-20628

I LOVE YOU
愛を止めないで
さよなら